# Хартия Королевства Нидерландов
Хартия (Статут) Королевства Нидерландов (нидерл. Statuut voor het Koninkrijk der Nederlanden, папьяменто Statuut pa e Reino di Hulanda) — рамочная конституция для федеративного государства, объединяющего европейские Нидерланды, а также американские Арубу, Кюрасао и Синт-Мартен. Каждая из четырёх составных частей имеет при этом собственную конституцию.
Является составной частью писаной Конституции Королевства Нидерланды, совместно с Конституцией 1815 года. Представляет собой соглашение, регламентирующее взаимоотношения между Нидерландами, Нидерландскими Антильскими островами и Арубой по вопросам гражданства, обороны, международных отношений и политики в отношении иностранцев, то есть вопросы, находящиеся в ведении Королевства, которые как правило рассматриваются органами Нидерландов с привлечением представителей заморских территорий.
Хартия имеет верховенство над Конституцией Королевства Нидерландов, но регулируя отдельные федеральные вопросы отсылает к положениям Конституции.
Хартия перечисляет «компетенции Королевства», относящиеся ко всем трём составным частям:
- независимость и защита Королевства;
- иностранные дела;
- гражданство;
- рыцарские ордена, флаг и герб королевства;
- принадлежность судов;
- общие правила по въезду и выдворению граждан и иностранцев;
- выдача преступников.

Ряд этих компетенций регулируются особыми «законами Королевства» (например, закон о гражданстве).
За компетенцию Королевства отвечает Совет министров Королевства Нидерландов; по составу он совпадает с нидерландским континентальным советом министров, но туда также включены полномочные министры по Арубе, Кюрасао и Сент-Мартену.
Для изменения Хартии необходимо пройти процедуру принятия Закона Королевства Нидерландов и получить согласие парламентов Арубы, Кюрасао и Сент-Мартена.

Текст Хартии
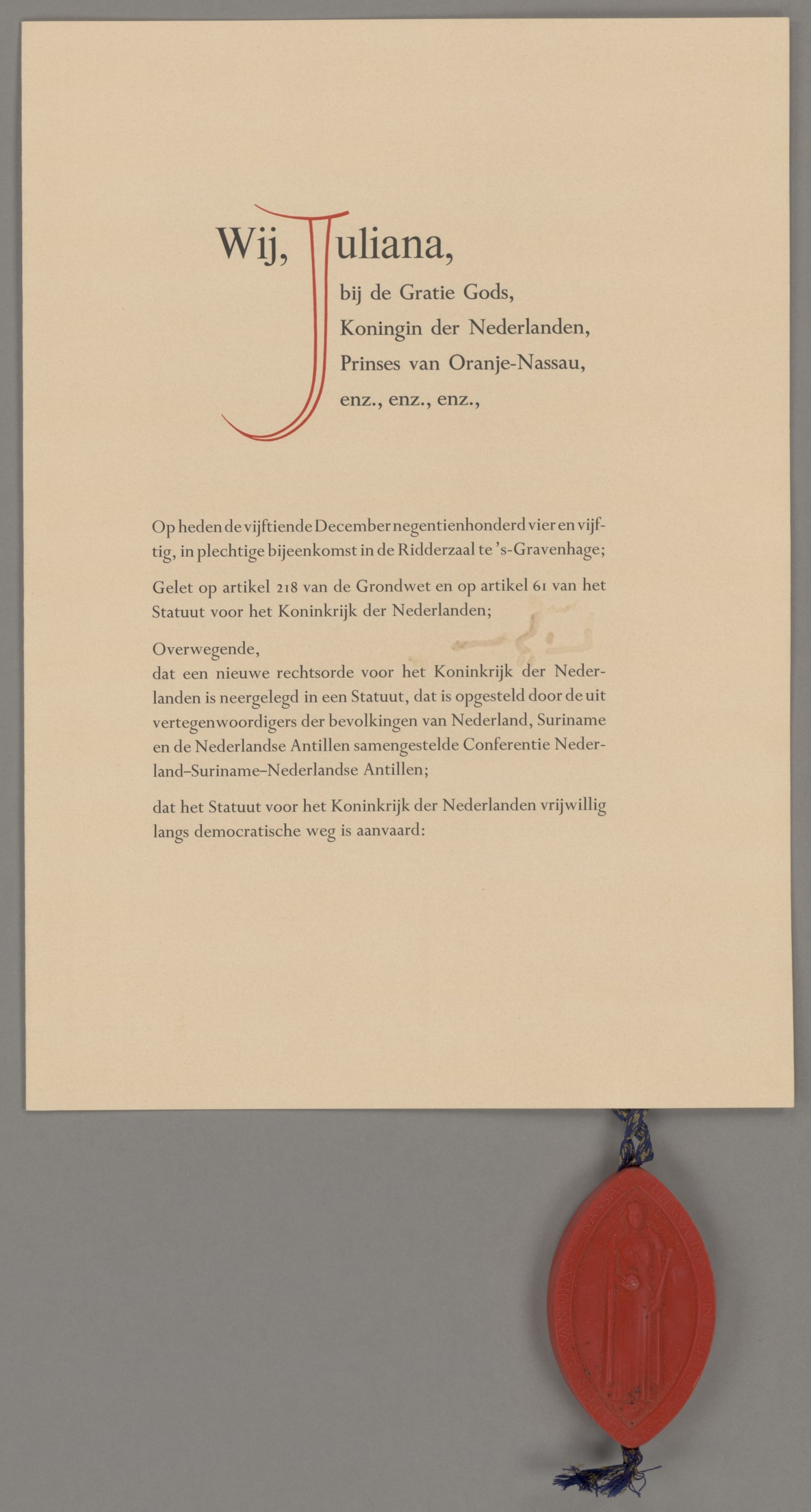
Стр.1
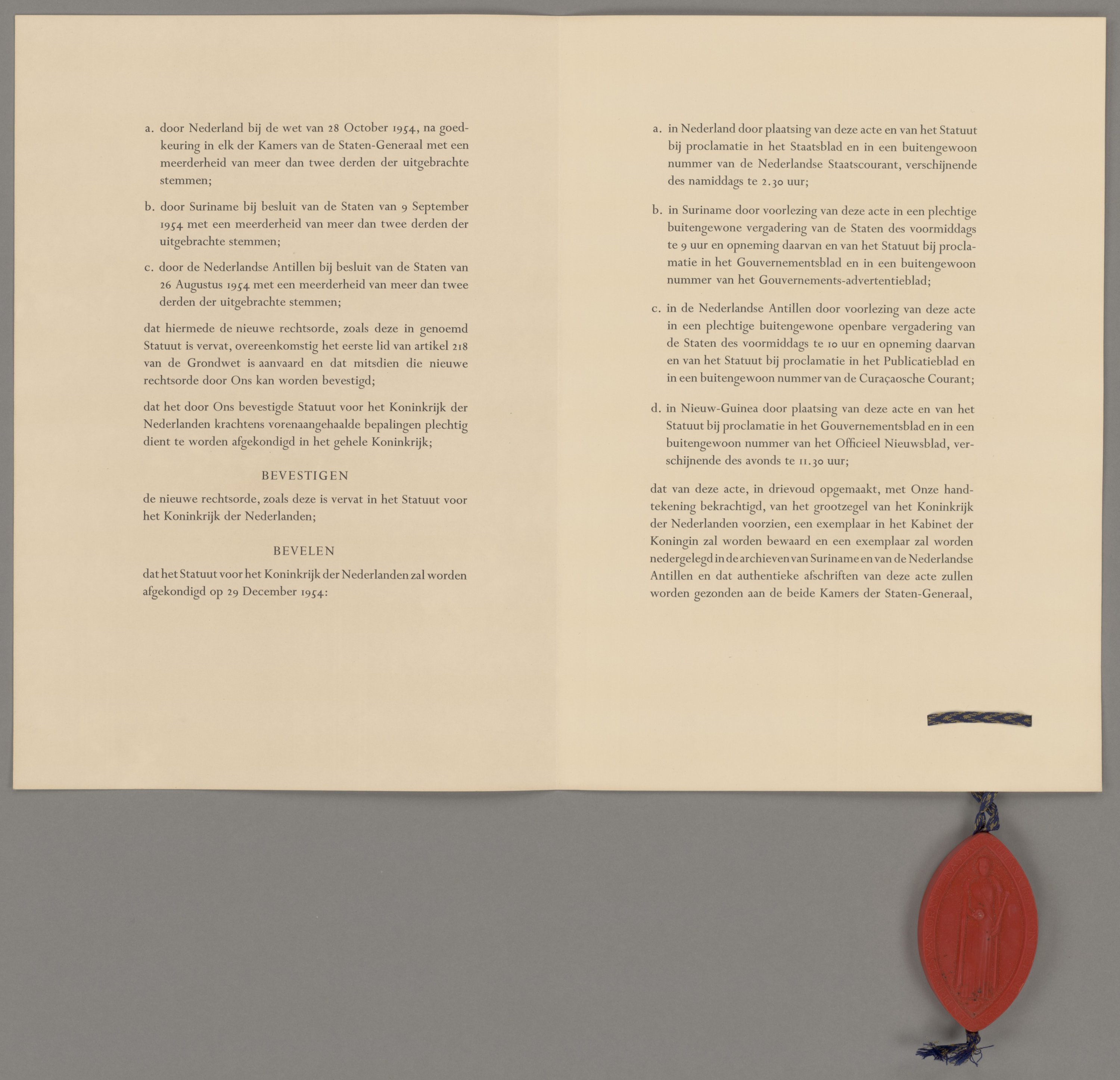
Стр.2
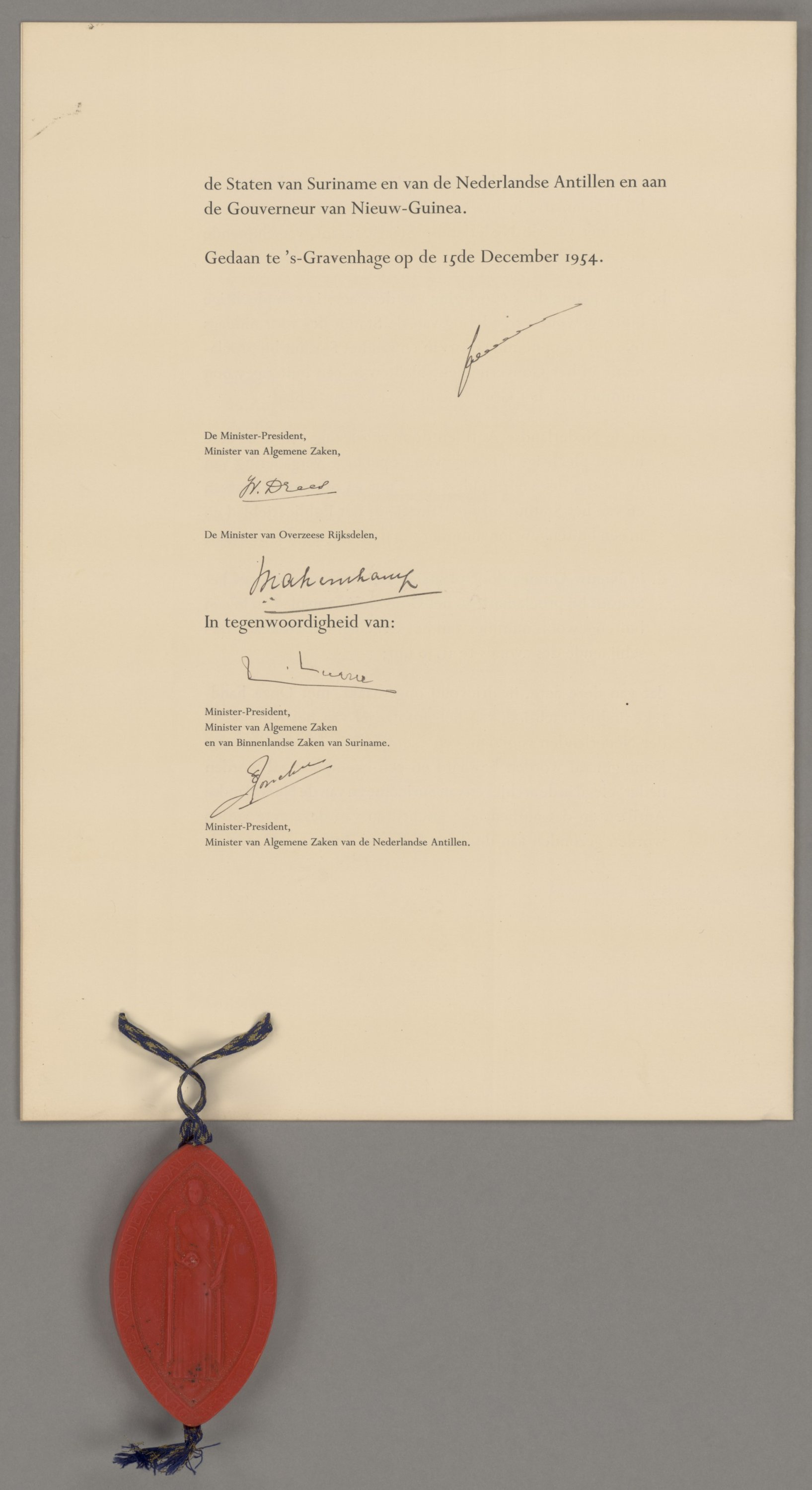
Стр.3
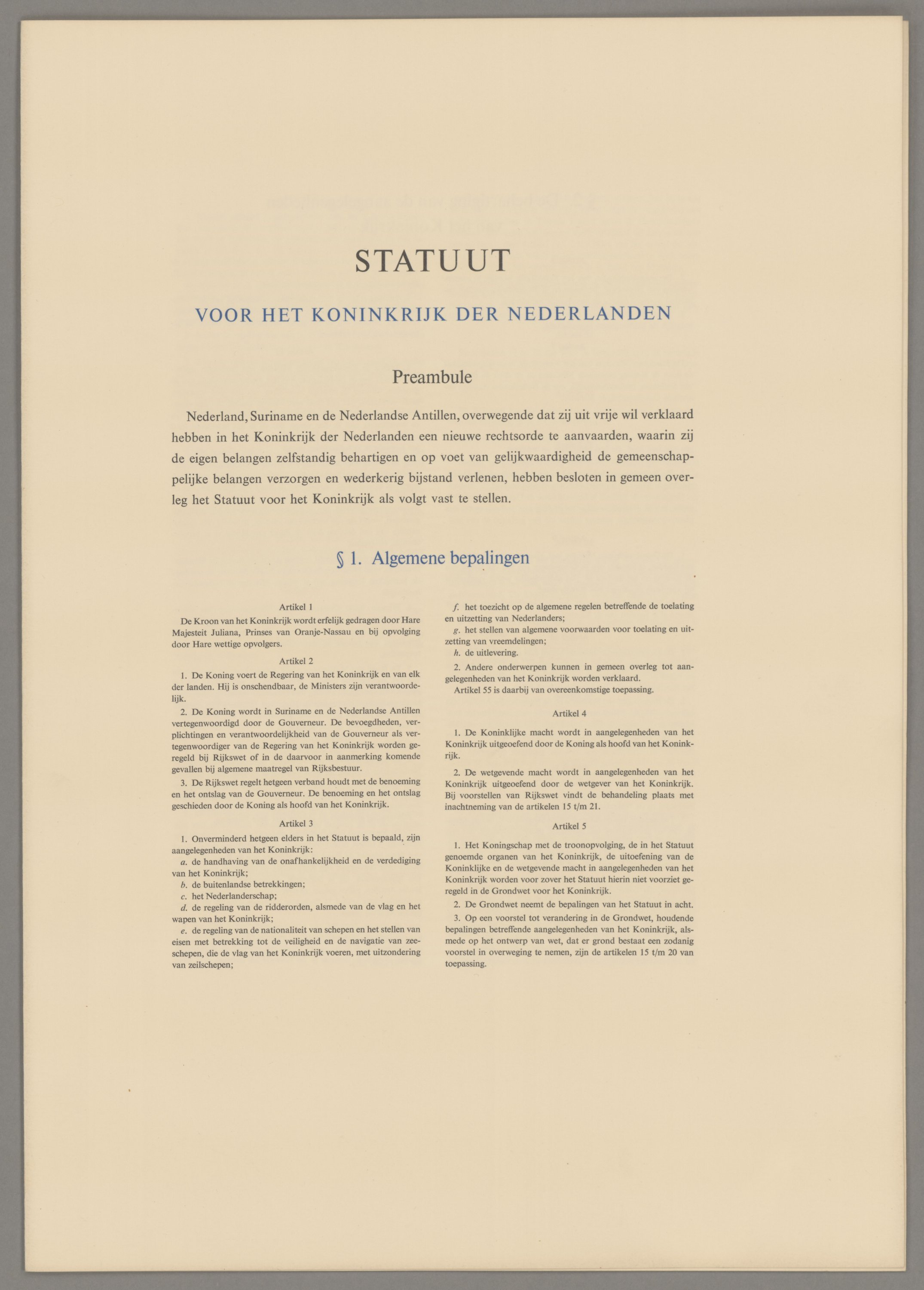
Стр.4
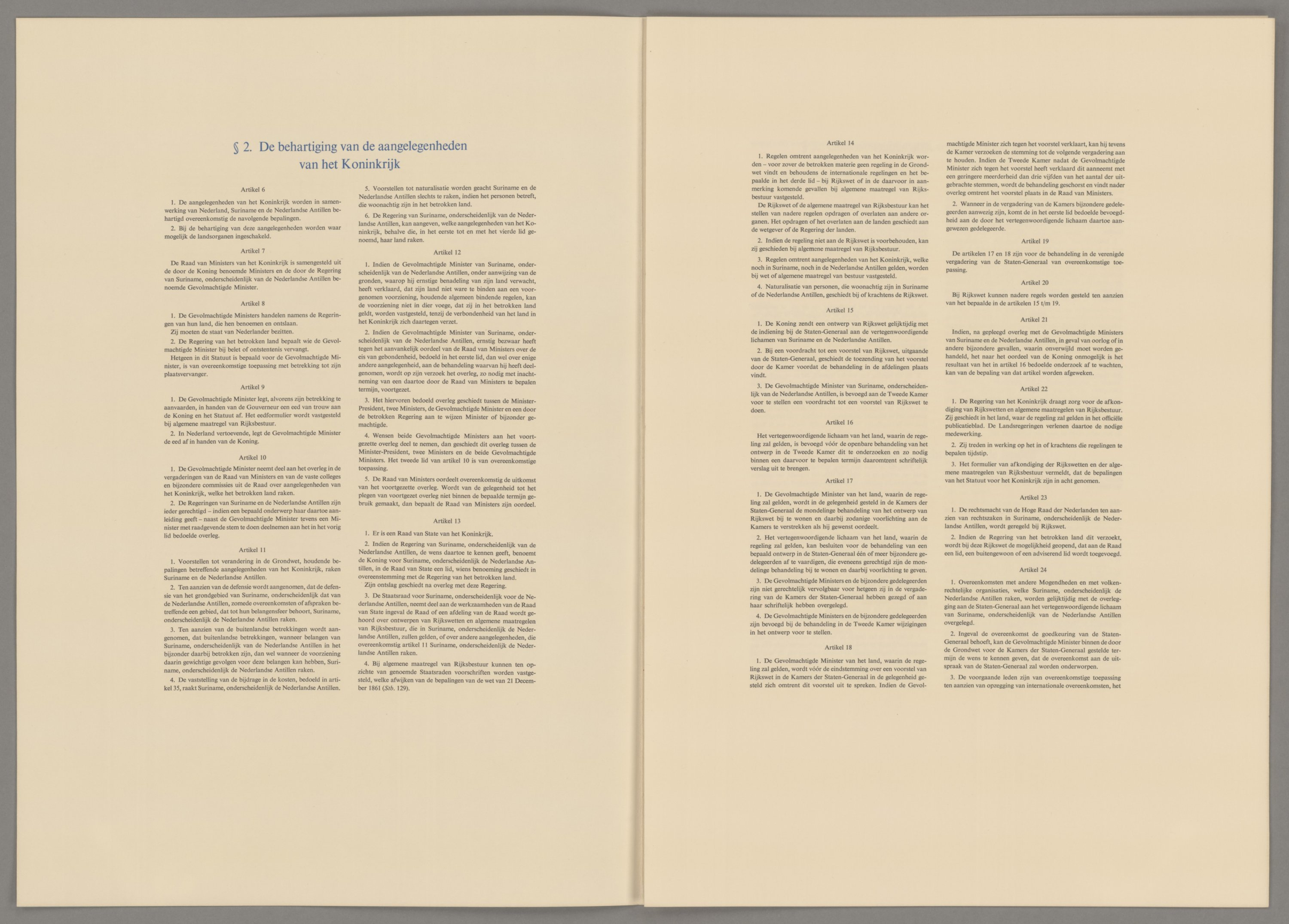
Стр.5
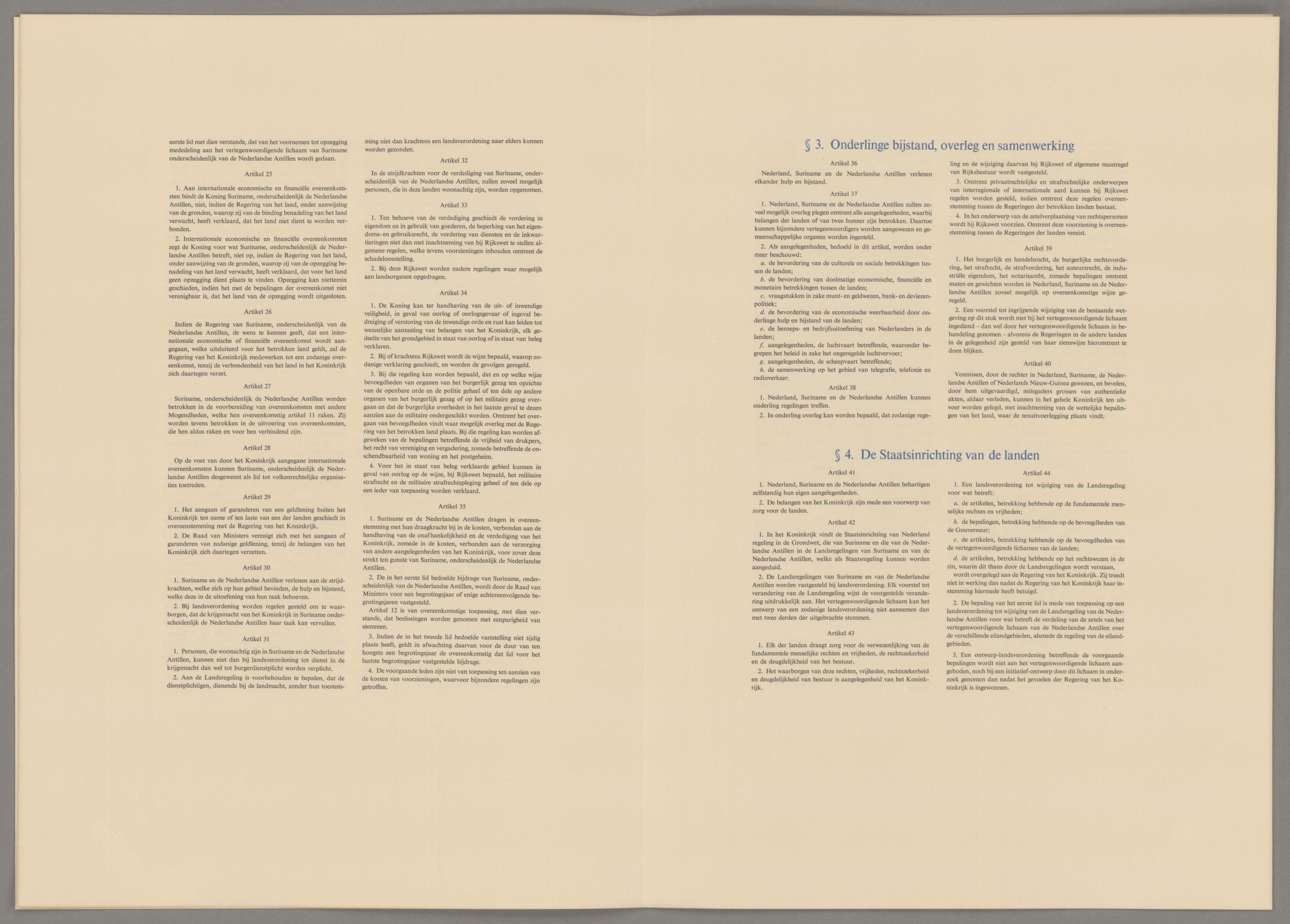
Стр.6
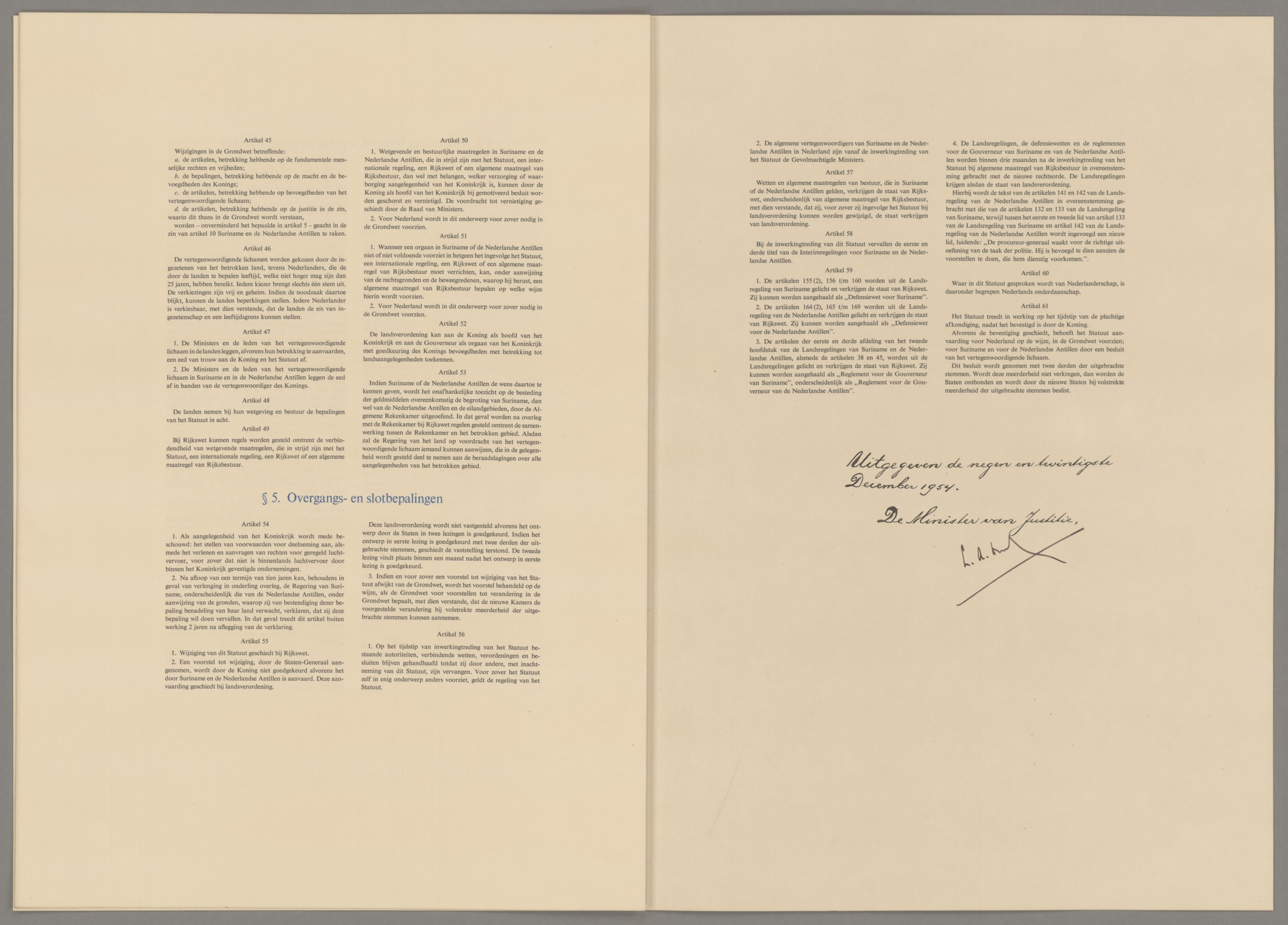
Стр.7